# PIEZO2
PIEZO2 est une protéine ayant un rôle de canal ionique mécanosensible. Son gène, PIEZO2, est chez l'humain situé sur le chromosome 18.

## Rôles
PIEZO2 est exprimée chez les vertébrés mais il existe des protéines équivalentes chez les invertébrés et les plantes. Chez l'animal, elle est exprimée dans les neurones sensoriels ainsi qu'au niveau de la peau (cellules de Merkel), avec un rôle dans le toucheret la proprioception.

## En médecine
Une mutation du gène entraînant une fonction augmentée de la protéine entraîne des formes d'arthrogrypose, dont le syndrome de Gordon (en) et le syndrome de Marden-Walker. Une autre mutation, avec cette fois un déficit fonctionnel, entraîne un tableau malformatif avec des troubles de la proprioception et de la sensibilité aux vibrations. La protéine PIEZO2 exprimée dans les neurones proprioceptifs est essentielle pour l’intégrité du squelette.